# Funktionsdiagramm
Das Funktionsdiagramm ist eine grafische Methode, „Funktionsfolgen“ von Maschinen übersichtlich darzustellen. Es war in der VDI-Richtlinie VDI 3260 vom Juli 1977 beschrieben und wurde 1992 durch den Funktionsplan der DIN 40719-6 ersetzt. Die DIN 40719-6 war übergangsweise bis 1. April 2005 gültig und wurde mittlerweile durch die DIN EN 60848 ersetzt. 
Insofern ist das Funktionsdiagramm ein altes und – gemessen an Normen und Richtlinien – ungültiges Werkzeug. Es wird aber im Maschinenbau, der Pneumatik und Hydraulik und dort vor allem auch in der Ausbildung weiterhin benutzt. Es ist außerdem für kleine Funktionsfolgen so einfach zu handhaben und so übersichtlich in der Darstellung, dass es sich lohnt, das Funktionsdiagramm weiter zu kennen und einzusetzen.

## Idee
Das Funktionsdiagramm ermöglicht eine einfache grafische Darstellung der Funktionsfolgen von Ablaufsteuerungen.

Beispiel eines einfachen Funktionsdiagramms

Dabei werden die Folgen in Schritte (Weg-Schritt-Diagramm/„Wegdiagramm“) oder Zeiteinheiten (Weg-Zeit-Diagramm/„Zustandsdiagramm“) horizontal aufgelistet.

## Regeln
Im Funktionsdiagramm wird eine Tabelle entwickelt. Die Spalten entsprechen den Namen (erste Spalte) und Schritten/Zeiten (weitere Spalten). Die Zeilen entsprechen den Signalen, zuallererst den Aktionen/Aktoren/„Antriebsgliedern“.
In den Spalten wird jedem Schritt oder jeder Zeiteinheit eine fortlaufende Nummer gegeben, die an den Beginn des Schritts/der Zeiteinheit geschrieben wird.
In der linken Spalte werden zeilenweise die Aktoren/„Antriebsglieder“ untereinander geschrieben. 
Sodann wird mit einer „dick ausgezogenen“ Linie in der Zeile eingetragen, wie die Arbeitselemente sich zu bewegen haben. Wird von Ein- oder Ausschalten ausgegangen, wird die Linie senkrecht dargestellt (ein Motor wird ein- oder ausgeschaltet, nur wenn das Hochlaufen/Bremsen des Motors eine besondere Bedeutung in der Darstellung hat, wird die Darstellung wie bei einem Linearantrieb vorgenommen). Dagegen wird ein Linearantrieb, meist ein Hydraulik- oder Pneumatikzylinder diagonal dargestellt, um deutlich zu machen, dass ein solcher Antrieb Zeit benötigt für die Bewegung vom Anfang zum Ende.
Ein Produktionsprozess muss fast immer in einer Schleife arbeiten – es sollen schließlich viele Teile produziert werden. Daher muss der Prozess – in der Darstellung als Weg-Schritt-Diagramm am Ende wieder die gleiche Position der Antriebe haben wie am Anfang oder in einem Anfangsschritt. Zur Kennzeichnung dieser Schleife (oder dieses Sprungs) wird die Schrittnummer z. B. als 7=1 eingetragen. Damit ist gemeint, dass nach Ende des Schrittes 6 die Anlage wieder in der Anfangsposition steht und ein neuer Prozess beginnen kann.

## Editor
Ein Editor für Funktionsdiagramme ist in Fluiddraw (Festo AG) und Fluidsim (Festo Didactic), sowie im Softwarepaket sovis (socon GmbH) enthalten.

## Hinweis
Alle Grafiken in diesem Artikel sind mit dem Funktionsdiagramm-Editor aus Fluidsim erstellt. Die damit zeichenbaren Diagramme sind einfacher als in der VDI 3260 vorgesehen. Da für komplexe Prozesse die heute genormte Planung mit Grafcet aber deutlich einfacher und besser handhabbar, ist diese einfache Darstellung und Nutzung des Funktionsdiagramms sinnvoll und gerechtfertigt.
Die Originalbezeichnungen sind in Anführungszeichen eingeschlossen, um sie von den gebräuchlichen Begriffen abzugrenzen, z. B. Weg-Schritt-Diagramm/„Wegdiagramm“.